# Da Skomager Fischer gik paa Maskerade
Da Skomager Fischer gik paa Maskerade er en dansk stumfilm fra 1915 med ukendt instruktør.

## Handling
Denne artikel mangler et handlingsreferat. Hjælp os med at skrive det.

## Medvirkende
- Carl Fischer - Skomager Fischer
- Ellen Lumbye - Thusnelda, Fischers kone
- Arnold Petersen - Bulderberg, ordenshåndhæver
- Bruno Tyron - Skraldesen, ordenshåndhæver
- Elith Pio - Hoppensach, pantelåner
- Kirstine Kilian - Madam Sejerbeck
- Waldemar Petersen - En fuld mand